# Schandkorb

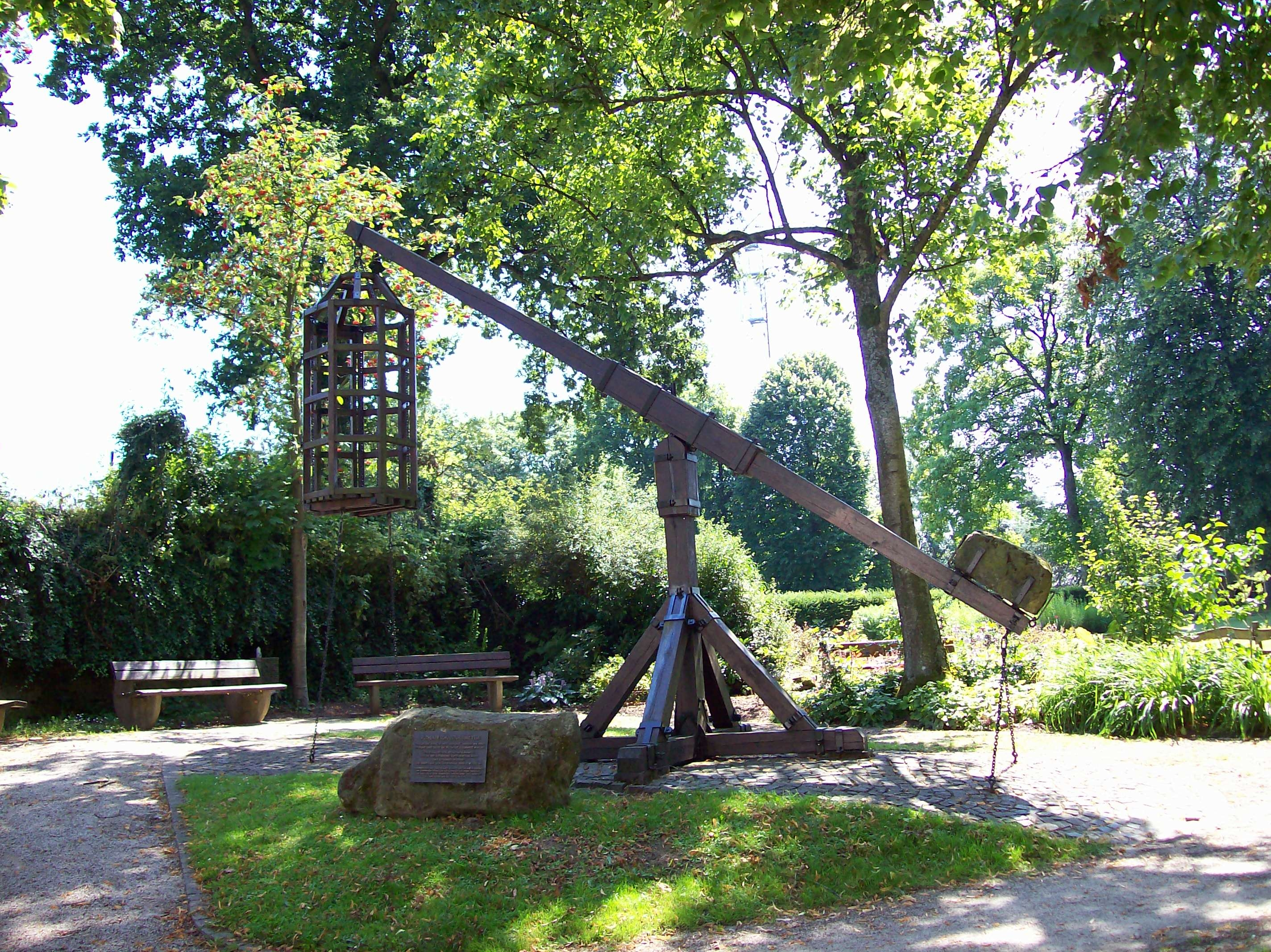
Schubstuhl in Rüthen

Der Schandkorb oder -käfig (auch Schubstuhl) war ein Mittel, mit dem im Spätmittelalter und in der Frühen Neuzeit eine Ehrenstrafe vollstreckt wurde.

## Belege für dessen Anwendung
Unmittelbar an der Grenze zwischen Wernigerode und Hasserode befand sich bis 1907/1908 der Kesselmühlenteich, in dessen unmittelbarer Nähe sich zwei stark befahrene Straßen kreuzten. Dort hing an einer großen Stange über dem Wasser schwebend ein Schandkorb. In ihm wurden diebische Frauen und Kinder eingesperrt und im Beisein einer großen Volksmenge im Kesselmühlenteich untergetaucht. Catharina Bethmann aus Darlingerode zählt zu denjenigen Frauen, die dieses Schicksal über sich ergehen lassen mussten. Sie hatte während der Erntezeit 1595 sechs Garben Korn vom Feld gestohlen und wurde zur Strafe in den Schandkorb gesteckt und ins Wasser getaucht. Als öffentliche Abschreckung blieb der Korb, der mehrfach erneuert wurde, über viele Jahrzehnte am Kesselmühlenteich hängen. Erst ein starker Frühjahrsturm im Jahre 1731 riss ihn von der Stange. Da diese Art der öffentlichen Bestrafung in der Zeit des in Wernigerode einsetzenden Pietismus bereits überholt war, verzichtete Graf Christian Ernst zu Stolberg-Wernigerode auf eine Erneuerung des Korbes und ließ ihn für die Summe von acht Groschen entsorgen.

## Noch heute vorhandene Exemplare

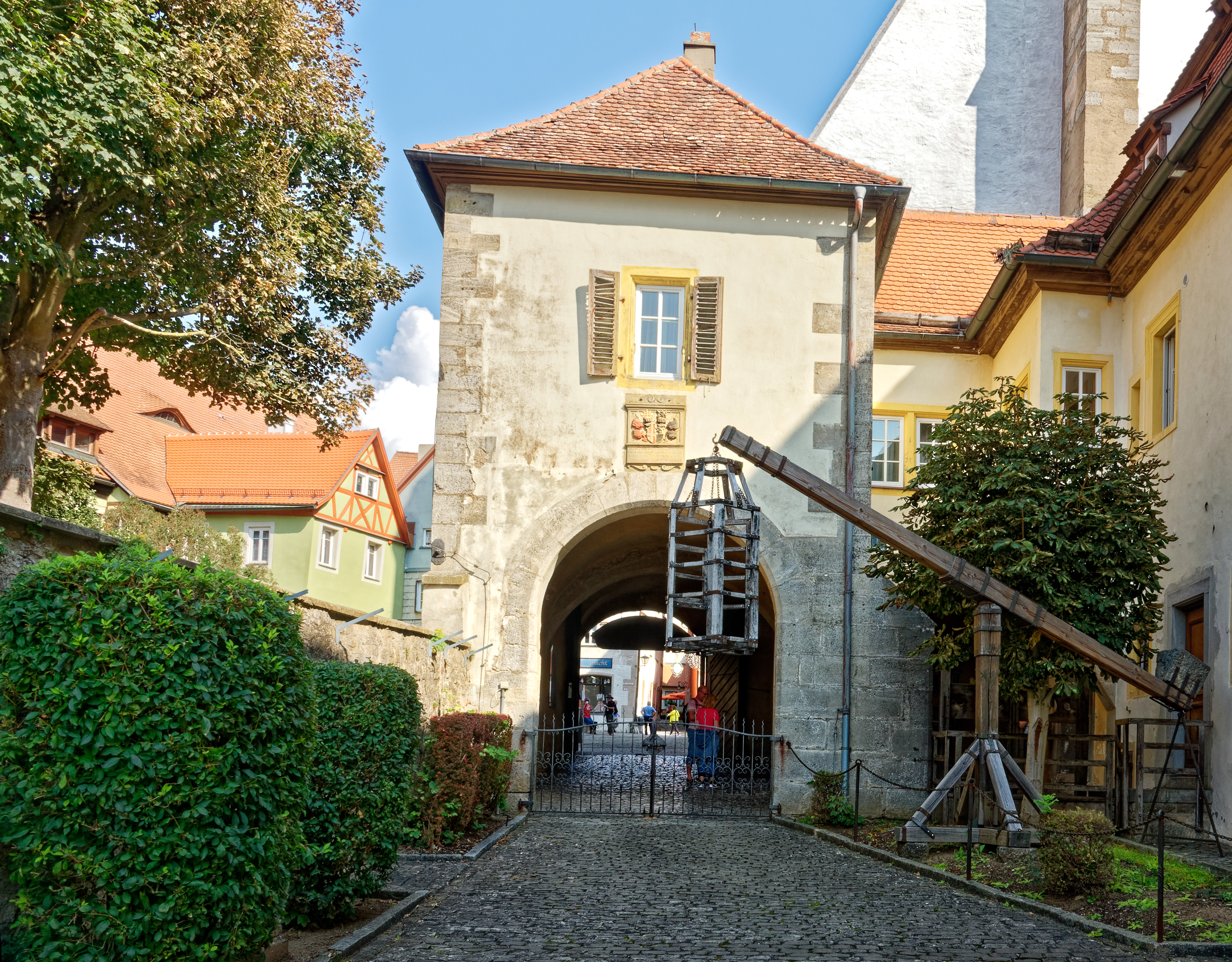
Schandkorb im Kriminalmuseum in Rothenburg ob der Tauber

- Im Mittelalterlichen Kriminalmuseum in Rothenburg ob der Tauber kann man sich heute noch einen solchen Schandkorb oder -käfig aus Eisen ansehen. Der Schandkorb in Wernigerode war jedoch nicht aus Eisen, sondern aus Eichenholz, wie aus einer Rechnung von 1613/14 hervorgeht.
- „Bäckerschupfen“ im Internationalen Mühlenmuseum Gifhorn
- Schubstuhl in Rüthen
- Schandkorb in Leutschau (Levoča) in der Slowakei